# Hyundai Galloper
La Hyundai Galloper è un fuoristrada prodotto dal 1991 al 2003 dalla coreana Hyundai Precision Products (divisione della Hyundai Motor Company) su licenza Mitsubishi Motors Corporation ed esportato anche in Europa per alcuni anni.
Si tratta di un Mitsubishi Pajero della prima serie (L040) commercializzato all'inizio in versione identica, poi modificato e aggiornato in alcuni particolari, soprattutto negli esterni.

## Versioni
La Galloper è un fuoristrada di medie dimensioni con carrozzeria 3 porte metal top e 5 posti oppure wagon 5 porte e 7 posti, prodotta con diversi motori turbodiesel e benzina di derivazione Mitsubishi.
In Italia è stata commercializzata dal 1998 al 2002 con il 2.5 TD Intercooler in allestimento "Base", "Comfort" o "Max".
Ne è stata prodotta anche una versione "Innovation" dotata di carrozzeria più sportiva e con motore 2.5 TD Intercooler o V6 3.0 a benzina.

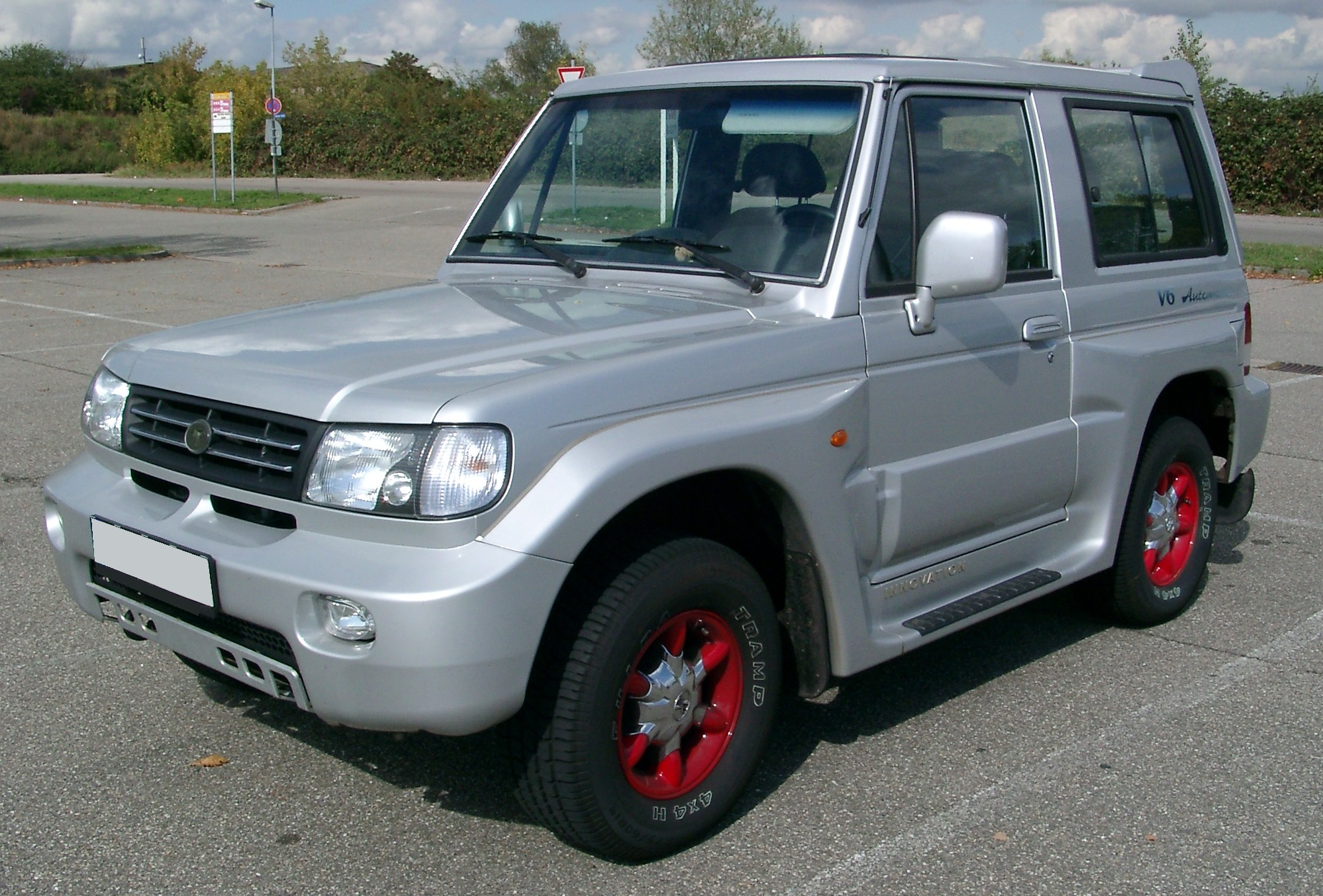
Hyundai Galloper in versione Innovation

## Tecnica
La meccanica è quella del Pajero della prima serie nell'ultimo aggiornamento: telaio a longheroni e traverse con carrozzeria imbullonata al telaio, trazione posteriore con quella anteriore inseribile, differenziale posteriore autobloccante, cambio a 5 marce, riduttore a 2 rapporti. Le sospensioni erano a ponte rigido con molloni elicoidali al retrotreno e indipendenti a barre di torsione all'avantreno.

### Motori
- 2477 cm³ 4 cilindri TurboDiesel con Intercooler. Potenza max: 101 CV a 4000 rpm. Coppia max: 245 N·m a 2000 rpm.
- 2972 cm³ V6 a benzina. Potenza max: 141 CV a 5000 rpm. Coppia max: 240 N·m a 4000 rpm.